# 蛀船蛤科
蛀船蛤科（學名：Teredinidae）是海螂目之下的一科海洋双壳纲软体动物。外殼已失去保護的功能，只餘下一小塊殻片在其細長又軟的身體前端。因經常鑽進浸在海水或海淡水交界的木頭裡（最終使之被破壞）而知名；也有少量物種生活在淡水中。這些被破壞的木質物品包括：木製的碼頭、船塢及船體。牠們利用身體前端的小殼鑽進木頭裡，然後把身體擠進通道內。因此，本科物種有個外號為「海裡的白蟻」。
有一種巨型物種Kuphus polythalamia（長達1米，直徑6厘米），生活在沉積物中。它是唯一一種不以死木為食（但牠也沒有腸臟）而是與硫化氫細菌共生的物種。

## 語源
蛀船蛤科的學名「Teredinidae」源於從拉丁語轉到古希臘語的，意思就是「啃咬木頭的蠕蟲」；而這從（“用戶，咬，擦”）這個字而來。

## 分類
蛀船蛤科原屬真瓣鰓目（Eulamellibranchiata，已棄用，儘管現時仍有文獻仍在使用），今屬海螂目。
哈佛大學的Ruth Turner是20世紀時本科物種的領先權威：她在1966年發表了一大冊詳盡的黑白繪本「A Survey and Illustrated Catalogue of the Teredinidae」，由Museum of Comparative Zoology出版，詳述本科物種。2009年，一項有關一種廣泛存在於本科物種的鰓的固氮內共生菌（Teredinibacter turnerae）的基因圖譜排序研究發現：這種細菌能夠把木裡的纖維素轉化為能源，可用於未來的生物燃料生產過程。

### 屬
本科物種現時包含有15個屬，大致可分為三個亞科。過往本科之下的屬高達數十個屬，但現時有不少已被認為只是異名。在這15個屬當中，以蛀船蛤屬（Teredo）最廣為人知。歷史上，加勒比海的蛀船蛤屬物種的數量比其他海洋水體出奇地高。
以下詳列本科15個屬：
- 節鎧船蛆亞科 Bankiinae R. D. Turner, 1966
  - 節鎧船蛆屬 Bankia Gray, 1842：TaiBIF作「船蛤屬」[6]，有誤。船蛤屬乃船蛤科物種。
  - Nausitora E. P. Wright, 1864
  - Nototeredo Bartsch, 1923
  - Spathoteredo Moll, 1928
- Subfamily Kuphinae Tryon, 1862
  - Kuphus Guettard, 1770：一個現存種（見於台灣[6]），兩個化石種。
- 蛀船蛤亞科 Teredininae Rafinesque, 1815
  - Bactronophorus Tapparone Canefri, 1877：有一種見於台灣[6]；
  - Genus Dicyathifer Iredale, 1932
  - Lyrodus Gould, 1870：有一種見於台灣[6]；
  - 新蛀船蛤屬 Neoteredo Bartsch, 1920：有一種見於台灣[6]；
  - Genus Psiloteredo Bartsch, 1922
  - 蛀船蛤属 Teredo Linnaeus, 1758：有一種見於台灣[6]；
  - Teredora Bartsch, 1921：有一種見於台灣[6]；
  - Teredothyra Bartsch, 1921：有一種見於台灣[6]；
  - Uperotus Guettard, 1770：有一種見於台灣[6]；
  - Genus Zachsia Bulatoff & Rjabtschikoff, 1933
- 亞科地位未定
  - Lithoredo：於2006年在菲律賓薄荷島阿巴坦河（Abatan River）的石灰岩發現，但到2018年才被團隊完成詳細的描述[7][8]
  - Nivanteredo Velásquez & Shipway, 2018
  - Takashima[6]

nomen dubium
- Eoteredo Bartsch, 1923

異名：
- Coeloteredo Bartsch, 1923：或作Coleoteredo，有一種見於台灣[6]，現併入蛀船蛤属；
- Genus Guetera Gray, 1847 accepted as Guetara J.E. Gray, 1847 accepted as Uperotus Guettard, 1770 (Duplicate & lapsus calami (Rosenberg, Gary))
- Xylophaginae Purchon, 1941：被提升至科級，但Xylophagidae已在使用（昆蟲綱），所以改名為Xylophagaidae Purchon, 1941。

WoRMS不承認Austroteredo，認為只是蛀船蛤屬的同種異名；但TaiBIF認同這個分類。

## 食用
在菲律賓的巴拉望省及阿克兰省，本科物種是一種名為的美食：以製作檸汁醃魚生的方式，將其肉洗淨，以醋或檸檬汁醃製，加上切碎的辣椒和洋蔥而食。

## 延伸閱讀
- Borges, L. M. S.; et al. . Frontiers in Zoology. 2014, 11: 13  [2016-09-06]. （原始内容存档于2015-12-10） （英语）.
- Powell, A. W. B. . Auckland, New Zealand: 哈珀柯林斯. 1979. ISBN 0-00-216906-1 （英语）.

## 外部連結
- . ITIS.
- 维基文库中的相關文獻：
  - . . 1905.
  - Baumhauer, Eduard Hendrik von. . Popular Science. September 1878, 13 （英语）.
  - Baumhauer, Eduard Hendrik von. . Popular Science. August 1878, 13 （英语）.
  - . Popular Science. May 1873, 3 （英语）.